# Teufen
Teufen és un municipi del cantó d'Appenzell Ausser-Rhoden, una de les comunes de (Suïssa), que formà part de l'extingit districte de Mittelland. Limita al nord amb la ciutat de Sankt Gallen (capital) (SG), a l'est amb la comuna de Speicher, al sud-est amb Bühler, al sud amb Schlatt-Haslen (AI), i a l'oest amb Stein.
Teufen té una superfície, a partir del 2006, de 15,3 km². D'aquesta superfície, el 55,4% s'utilitza per a finalitats agrícoles, mentre que el 29,8% és forestal. De la resta de la terra, el 14% està poblada (edificis o carreteres) i la resta (0,8%) és improductiva (rius, glaceres o muntanyes). El convent de Wonnenstein a Teufen és un enclavament d'Appenzell Innerrhoden.

## Història
Teufen (Tiuffen) es va esmentar per primera vegada el 1272. El 1300 el lloc només constava de cinc granges. L'any 1525 l'assemblea va decidir que cada parròquia podia decidir si romandre o no catòlica. Això va portar a la divisió d'Appenzell el 1597. Mentre que la ciutat de Teufen va adoptar la nova fe protestant, el convent de Wonnenstein va romandre catòlic romà. El 1870 els terrenys del convent van ser declarats un enclavament d'Appenzell Innerrhoden.

## Galeria d'imatges

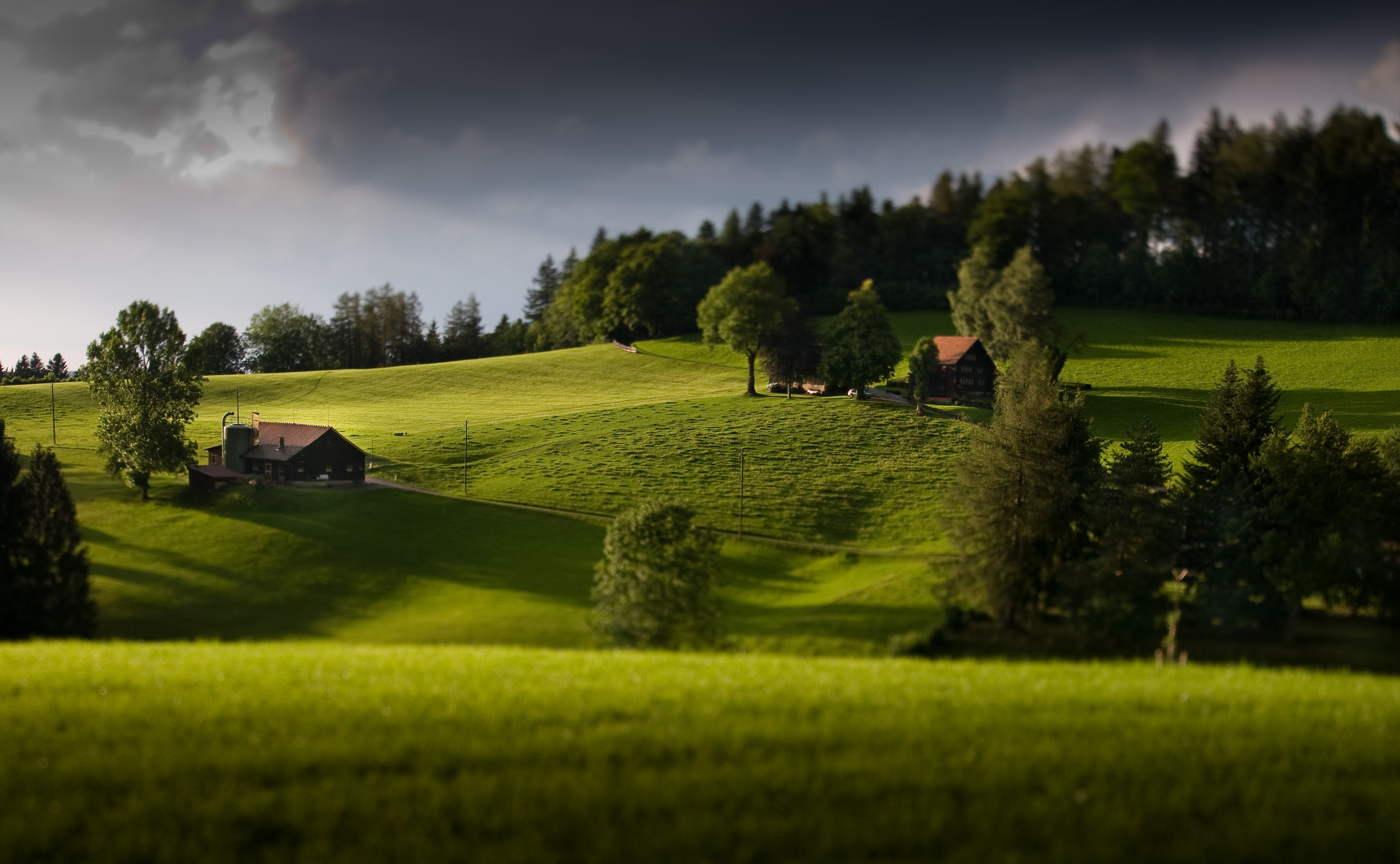
Vista de Teufen
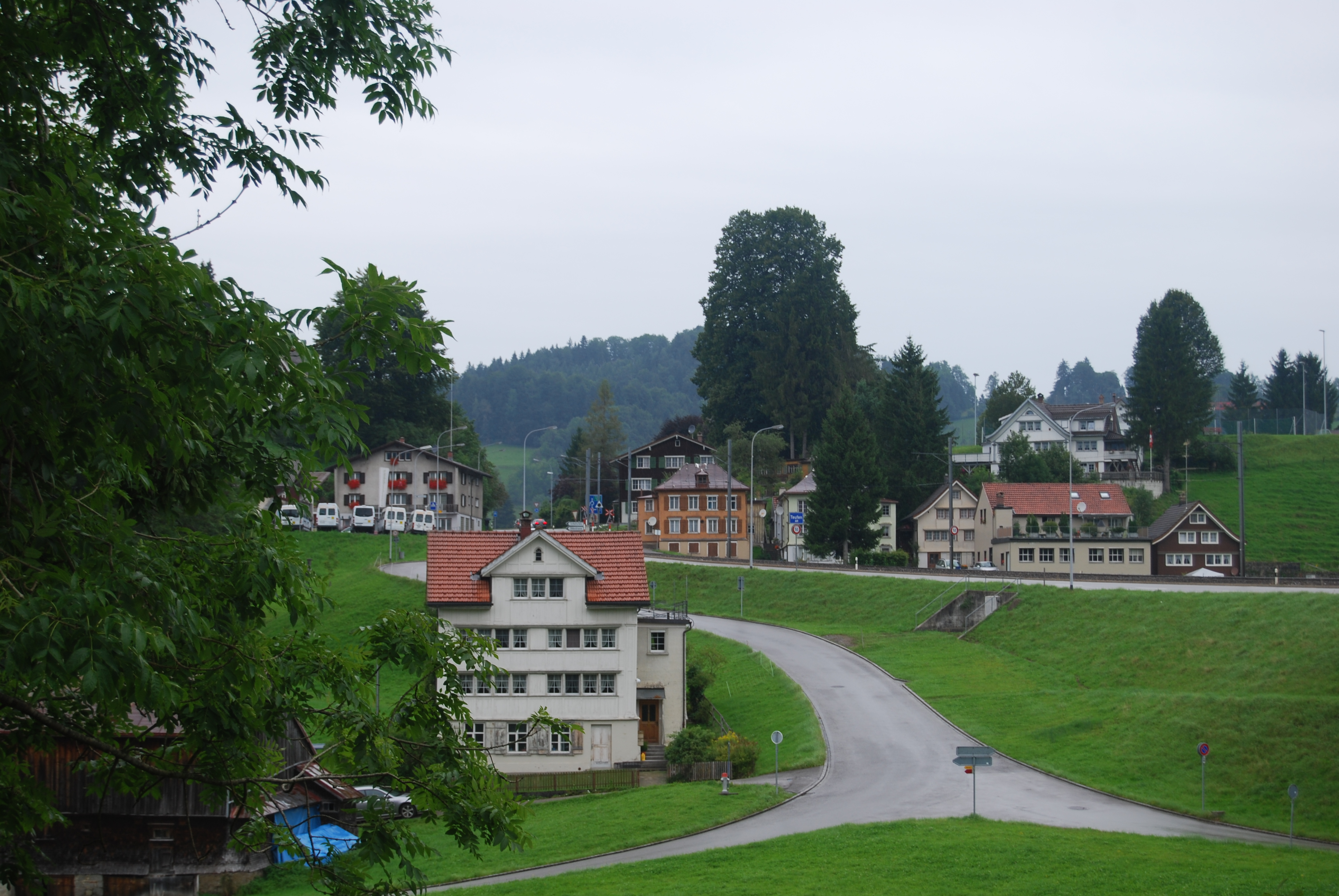
Teufen